# Trillian (Galaxis útikalauz stopposoknak)
Tricia McMillan vagyis Trillian Astra Douglas Adams Galaxis útikalauz stopposoknak című sci-fi sorozatának főszereplőnője.
Leginkább Trillianként ismert a Galaxis-sorozatban, ami születési nevének módosításából ered, hogy kicsit űrszerűbb legyen. A mozifilm változatban középső neve Marie. Külseje alapján „egy karcsú, kreol humanoid, hosszan hullámzó fekete hajjal, telt ajakkal, pici, furán kerek orral és nevetségesen barna szemekkel”.

## Szerepe
Matematikai és asztrofizikusi doktorátusával munkanélküliként töltötte napjait a Földön. Arthur Dent egy islingtoni bulin találkozott vele, ahonnan Tricia Zaphod Beeblebroxszal távozott. Arthurral hat hónappal később a Zaphod által ellopott Arany Szív űrhajón találkoztak újra, nem sokkal azután, hogy a vogonok elpusztították a Földet, hogy hiperűr-sztrádát építsenek a helyén.
A Galaxis útikalauz stopposoknak rádiójáték első sorozatában Trillian hozzámegy az algoliai Galaktikus Rotary Klub elnökéhez, és a második rádiójáték-sorozatban már nem szerepel. A későbbi rádiójátékban az Útikalauz irodaépületében ismét megjelenik egy mesterséges univerzumban.
A könyvsorozat első, második, harmadik és ötödik részében szerepel. A Viszlát, és kösz a halakat! című negyedik részben egy alternatív Tricia McMillanként jelenik meg, majd az Eoin Colfer által írt Ja, és még valami… című hatodik részben ismét kisebb szerepet kap.
A könyvsorozat eseményei során megmenti az univerzumot a krikettiektől, majd a Szub-Éta rádió riportere lesz Trillian Astra néven.